# مسجد طهمورثات
مسجد طهمورثات مربوط به دوره صفوی است و در شهرستان اصفهان، بخش بن رود، دهستان رود دشت شرقی، روستای طهمورثات واقع شده و این اثر در تاریخ ۲۲ آبان ۱۳۸۶ با شمارهٔ ثبت ۱۹۸۶۸ به‌عنوان یکی از آثار ملی ایران به ثبت رسیده است.